# Iațenkî, Reșetîlivka
Iațenkî (în ucraineană Яценки) este un sat în comuna Pașcenkî din raionul Reșetîlivka, regiunea Poltava, Ucraina.

## Demografie
Componența lingvistică a localității Iațenkî
     Ucraineană (92,24%)
     Română (4,31%)
     Rusă (3,45%)
Conform recensământului din 2001, majoritatea populației localității Iațenkî era vorbitoare de ucraineană (92,24%), existând în minoritate și vorbitori de română (4,31%) și rusă (3,45%).